# عدن الحجر (جبلة)

تعديل مصدري - تعديل

عدن الحجر هي إحدى قرى عزلة الربادي بمديرية جبلة التابعة لمحافظة إب، بلغ تعداد سكانها 341 نسمة حسب تعداد اليمن لعام 2004.